# Hornow-Wadelsdorf
Hornow-Wadelsdorf település Németországban, azon belül Brandenburgban. Lakosainak száma 605 fő (2010).

## Népesség
A település népességének változása:

| 2010 | 605 |